# NGC 7732
NGC 7732 est une galaxie spirale vue par la tranche et située dans la constellation des Poissons. Sa vitesse par rapport au fond diffus cosmologique est de 2 536 ± 26 km/s, ce qui correspond à une distance de Hubble de 37,4 ± 2,7 Mpc (∼122 millions d'al). NGC 7732 a été découverte par l'astronome allemand Albert Marth en 1864.
La classe de luminosité de NGC 7732 est III-IV et elle présente une large raie HI. Elle forme une paire physique de galaxies avec sa voisine NGC 7731.
En raison d'une brillance de surface égale à 14,00 mag/am2, on peut qualifier NGC 7732 de galaxie à faible brillance de surface (LSB en anglais pour low surface brightness). Les galaxies LSB sont des galaxies diffuses (D) avec une brillance de surface inférieure de moins d'une magnitude à celle du ciel nocturne ambiant.
À ce jour, seule une mesure non basée sur le décalage vers le rouge (redshift) donne une distance d'environ 34,200 Mpc (∼112 millions d'al), ce qui est à l'intérieur des valeurs de la distance de Hubble.

## Supernova
La supernova SN 2013 ft a été découverte dans NGC 7732 le 13 septembre 2013 par K. L. Fuller, W. Zheng, W. Li et  A. V. Filippenko de l'université de Californie à Berkeley, dans le cadre du programme LOSS (Lick Observatory Supernova Search) de l'observatoire Lick. D'une magnitude apparente de 18,6 au moment de sa découverte, elle était de type IIP.